# 정위링
정위링(중국어 정체자: 鄭裕玲, 간체자: 郑裕玲, 병음: Zhèng Yùlíng, 한자음: 정유령, 광둥어: Zeng6 Jyu6 ling4 젱위링, 1957년 9월 9일~)은 홍콩의 배우이다.

## 작품 목록

### 텔레비전 드라마
- 1976 《신조협려》 - 공손녹악(公孫綠萼) 역

### 영화
- 1988  《길옥장교》 - 자원(嘉雯) 역
- 1990《노호광》 - 천페이화(陳佩華) 역
- 1991 《도패》 - 유시(有喜) 역
- 1991 《북경 예스 마담 2》 - 정숴난(鄭碩男) 역
- 1992 《사랑 이야기》 - 궈페이잉(郭飛螢) 역